# Liendo
Liendo es un municipio de la comunidad autónoma de Cantabria (España). El municipio está situado en la comarca de la Costa Oriental, pero a diferencia de otras localidades costeras no posee extensas playas, aunque sí un espectacular litoral acantilado. Se asienta en un hermoso y verde valle, especialmente idóneo para la agricultura, compuesto por trece barrios.

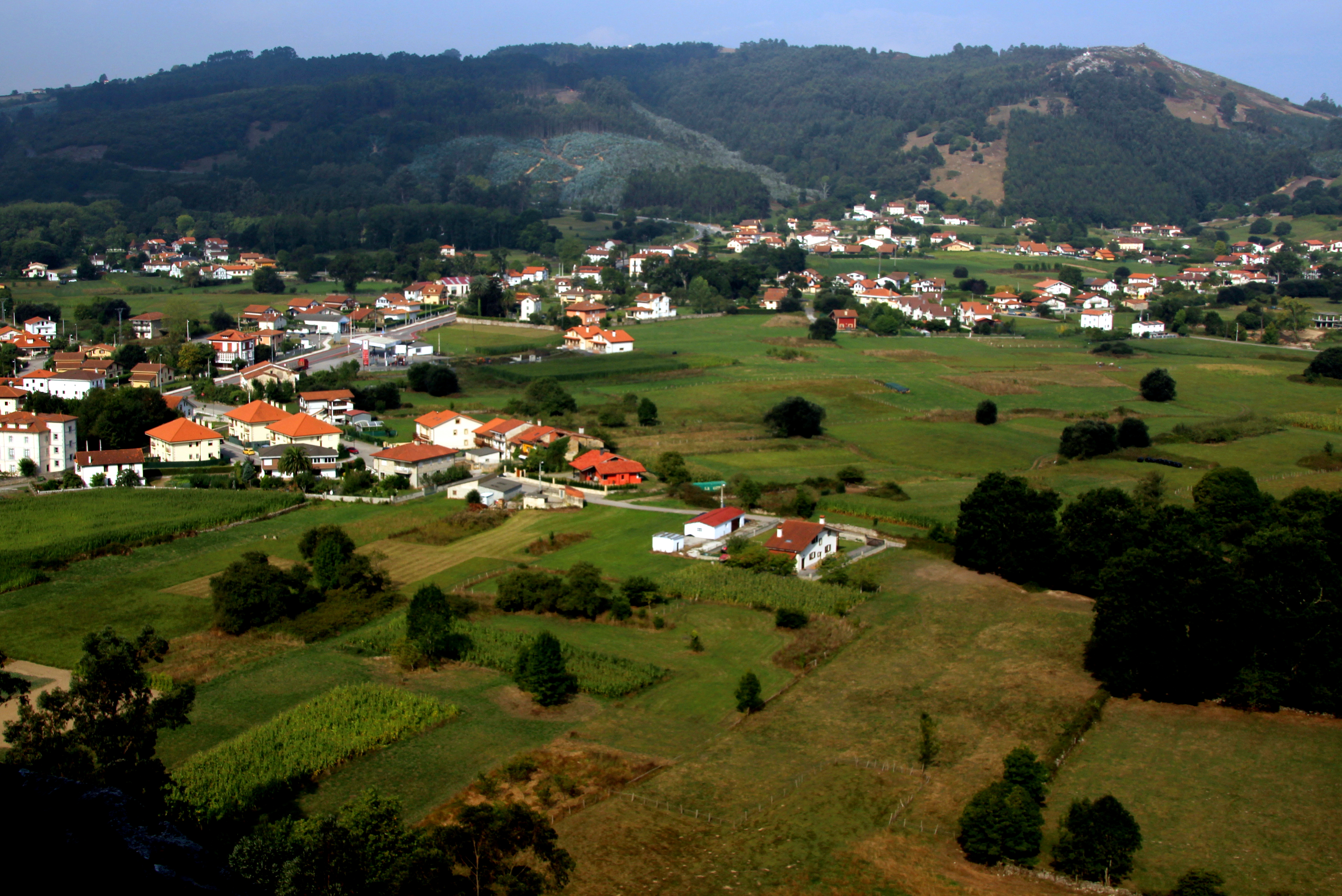
Valle de Liendo

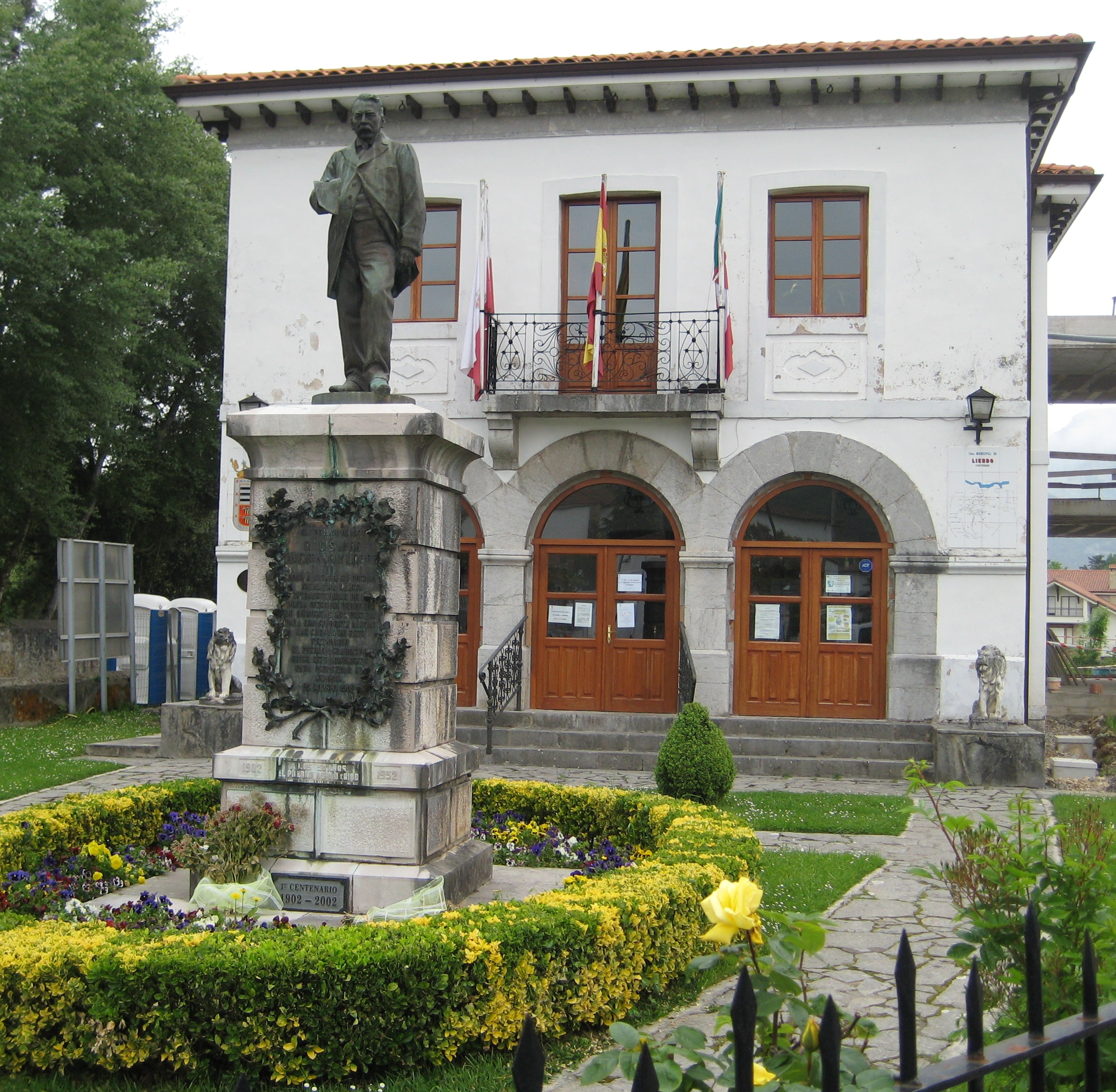
Casa consistorial

La línea de costa es bastante abrupta, ofreciendo los acantilados más altos de la comunidad. Cuenta con dos pequeñas calas, al abrigo del majestuoso monte Candina y la Yesera, que son: la de San Julián y la de Valdearenas (o Sonabia), si bien para acceder a esta última hay que hacerlo desde Oriñón, en Castro-Urdiales.

## Geografía
Integrado en la comarca de Costa Oriental de Cantabria, su capital, Hazas, se sitúa a 51 kilómetros de Santander. El término municipal está atravesado por la autovía del Cantábrico (A-8) y por la carretera nacional N-634 entre los pK 161 y 167, además de por carreteras locales que permiten la comunicación con Sonabia (Castro-Urdiales) y Seña (Limpias). Ocupa el espacio de un valle cerrado, rodeado de montañas de poca altura y con una red fluvial endorreica. En el barrio Isequilla, encontramos la sima de Rucueva, o como vulgarmente se la denomina Ojo de Rucueva. En este punto desembocan las aguas del Valle de Liendo, que en el breve curso recoge el río Rucueva junto a las importantes precipitaciones desarrollan esta cavidad en el subsuelo, donde las aguas se pierden en este sumidero al pie del monte de Candina, horadando y perforando las rocas en cientos de metros para salir al mar. El origen de esta cavidad se define como el resultado de la erosión de la roca caliza que da lugar a formaciones kársticas.
El perímetro del municipio está definido por un círculo de montañas, muy abruptas en el este. Entre todas ellas destaca por su altitud el Macizo de Candina (489 metros). Este macizo remata en una cuña denominada “Solpico”, con una altura de 472 metros sobre la costa. La altitud oscila entre los 540 metros al sur, en el límite con Guriezo, y el  nivel del mar. La capital municipal, Hazas, se alza a 30 metros sobre el nivel del mar.
| Noroeste: Mar Cantábrico | Norte: Mar Cantábrico  | Nordeste: Mar Cantábrico |
| Oeste: Laredo            |                        | Este: Castro Urdiales    |
| Suroeste: Limpias        | Sur: Ampuero y Guriezo | Sureste: Guriezo         |

### Playas
- Playa de San Julián: Partiendo desde el barrio de Iseca Vieja y siempre buscando los caminos ascendentes en dirección norte, llegamos a uno de los lugares más emblemáticos de Liendo, la playa de San Julián, que con apenas 180 metros de longitud es muy frecuentada cada verano. Inmersa en un singular paisaje, entre abruptos acantilados costeros, es la única playa a la que se accede desde el propio valle. Un poco antes de llegar a la playa, un camino nos lleva hasta la ermita de San Julián, ahora en ruinas, pero recientemente acondicionado su entorno. Merece la pena la vista del Valle de Liendo que se tiene desde aquí, apreciándose el contraste entre el verde del valle y los acantilados de la playa de San Julián.

- Playa del Arenal de Sonabia (o de Valdearenas): playa nudista, situada a 3'5 kilómetros de Oriñón. Playa abrigada, de 154 metros de longitud, con pendiente notable y desnivel elevado. El acceso es peatonal (existen varios senderos). Erróneamente suele pensarse que su propiedad pertenece al municipio de Castro Urdiales.

### Espacios naturales

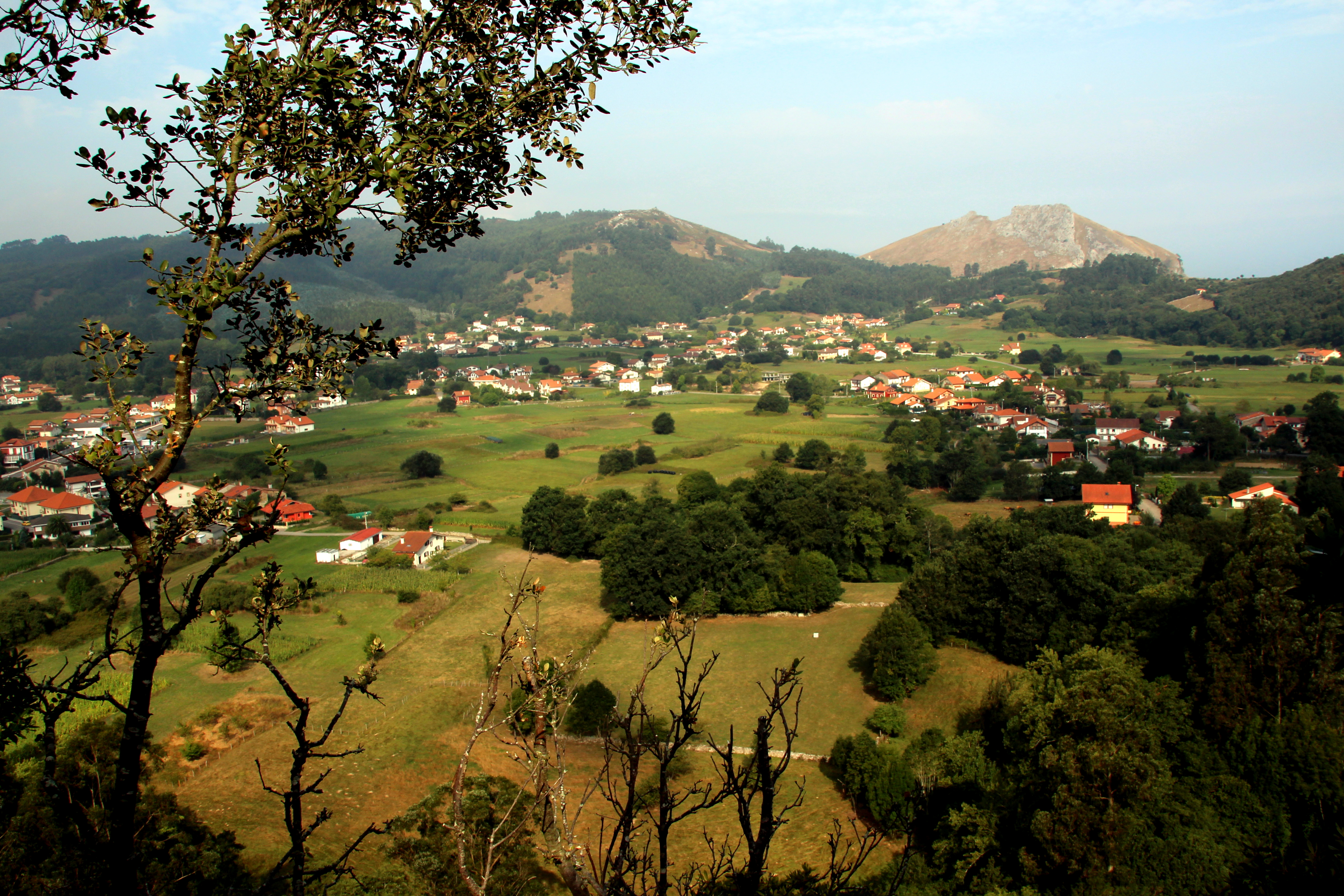
Valle de Liendo

Sin duda uno de los aspecto más relevantes de Liendo es su capacidad para albergar biodiversidad. Su especial disposición ofrece diversos ecosistemas: encinar, robledal, aliseda o pastizal, donde habitan especies singulares dignas de protección. Destaca la presencia del buitre leonado, con la peculiaridad de ser una de las dos únicas colonias litorales europeas. Cada verano es visitada por varias parejas de alimoche, que vienen desde África a criar en un clima más benigno. Pero también pueden verse halcones peregrinos, águilas culebreras, chovas piquigualdas, cormoranes moñudos o garzas. Conviene hacer especial mención a la avifauna, dado que en un espacio tan pequeño han sido localizadas 98 especies reproductoras diferentes (una de las mayores de Cantabria). 
Destaca también la presencia de mamíferos como el armiño, la garduña, la jineta, el turón o el tejón, así como una gran variedad de murciélagos. Conviene por tanto proteger y preservar este lugar tan próspero para la pervivencia de todas estas especies emblemáticas.

## Demografía
Liendo cuenta con una población de 1228 habitantes (INE 2024).
| Gráfica de evolución demográfica de Liendo entre 1842 y 2021                                                        |
| |
| Población de derecho según los censos de población del INE Población de hecho según los censos de población del INE |

### Transporte y comunicaciones

#### Red viaria
Por el término municipal de Liendo discurren las siguientes vías pertenecientes a la Red de Carreteras del Estado:
- A-8: autovía del Cantábrico, entre los puntos kilométricos 161 y 167, bordeando por el sur el fondo del valle. En dicho tramo se sitúa la salida hacia Oriñón y Sonabia y otro enlace con la carretera N-634 que sirve de acceso al propio valle de Liendo.
- N-634 entre los puntos kilométricos 160 y 167

También discurren la siguiente carretera de la Red Local de Carreteras de Cantabria:
- CA-501: Liendo - Limpias, desde el inicio en el barrio de Mollaneda hasta el punto kilométrico 4,2 situado en el límite con el término municipal de Limpias

#### Transporte público
Liendo está comunicado con la capital de Cantabria, Santander, y con las dos principales poblaciones de su entorno: Laredo y Castro-Urdiales por medio de las siguientes líneas de autobuses que circulan por la N-634 con parada en Mollaneda e Iseca Nueva:
- Alsa: Santander - Castro Urdiales
- Alsa: Santander - Guriezo
- Alsa: Laredo - Guriezo

## Administración y política

### Gobierno municipal
Francisco Javier Villanueva (PRC) es el actual alcalde del municipio. 
| Partido político                         | 2023  | 2023  | 2023       | 2019  | 2019  | 2019       | 2015  | 2015  | 2015       | 2011  | 2011  | 2011       | 2007  | 2007  | 2007       | 2003  | 2003  | 2003       |
| Partido político                         | Votos | %     | Concejales | Votos | %     | Concejales | Votos | %     | Concejales | Votos | %     | Concejales | Votos | %     | Concejales | Votos | %     | Concejales |
| Partido Popular (PP)                     | 304   | 38,82 | 4          | 342   | 44,24 | 4          | 352   | 46,50 | 5          | 326   | 38,67 | 5          | 278   | 34,53 | 3          | 195   | 28,63 | 2          |
| Partido Socialista Obrero Español (PSOE) | 236   | 30,14 | 3          | 309   | 39,97 | 4          | 169   | 22,32 | 2          | 152   | 18,03 | 2          | 339   | 42,11 | 4          | 305   | 44,79 | 4          |
| Partido Regionalista de Cantabria (PRC)  | 163   | 20,81 | 2          | 109   | 14,10 | 1          | 164   | 21,66 | 2          | 175   | 20,76 | 2          | 186   | 23,11 | 2          | 146   | 21,44 | 1          |

### Organización territorial
En torno a Hazas, la capital municipal, se agrupan los restantes doce barrios, todos ellos situados en el fondo del valle:
- Hazas (capital)
- Iseca Nueva
- Iseca Vieja
- Isequilla
- Llatazos
- Mendina
- Mollaneda
- Noval
- La Portilla
- Rocillo
- Sopeña
- Villanueva
- Villaviad

## Economía
Su notable valor paisajístico marcó su tradicional carácter de residencia veraniega, manteniendo hoy día una importante actividad turística a la que no es ajena la bella playa de San Julián. En la actualidad más de la mitad de la población activa de Liendo se dedica al sector servicios o trabaja fuera. El auge de la construcción de los últimos años fue transformando un valle de ganaderos y agricultores en un municipio de servicios. No obstante, los suelos presentan unas condiciones idóneas para los cultivos de legumbres y frutales, lo que hace que abunden las huertas y los invernaderos para un consumo familiar.

## Servicios

### Educación
Dispone de un colegio público de educación infantil y primaria denominado CEIP Peregrino Avendaño ubicado en el barrio de Hazas.

### Sanidad
En Hazas se ubica un consultorio médico del Servicio Cántabro de Salud, perteneciente a la zona básica de salud de Laredo que, a su vez, se encuadra en el Área de Salud del mismo nombre.

## Cultura

### Patrimonio

#### Patrimonio de la Humanidad
El municipio de Liendo forma parte del recorrido del Camino de Santiago de la Costa, incluido en 2015 por la Unesco en la ampliación del Camino de Santiago en España a «Caminos de Santiago de Compostela: Camino francés y Caminos del Norte de España». El itinerario oficial a través de Liendo queda descrito de la siguiente manera:

Desde aquí, el camino discurre por la carretera en dirección a la localidad de Lugarejos y, posteriormente, continúa en dirección noroeste por el antiguo camino de Liendo hasta el barrio de Iseca Nueva (Liendo), tras pasar debajo de la autovía A-8. A continuación atraviesa este barrio y el de Sopeña para llegar a la iglesia parroquial de Liendo, en el barrio de Hazas.

Desde esta iglesia, el camino continúa en dirección noreste hacia la Ermita de San Julián y la playa del mismo nombre, localizadas al norte del barrio de Villanueva. Antes de la bajada a la playa, el camino se desvía hacia la izquierda para tomar una pista en dirección al alto del Erillo. Desde aquí, recorre por pistas asfaltadas las cumbres de la Sierra de la Vida en dirección a los barrios de Las Carcobas y Valverde.

#### Patrimonio religioso

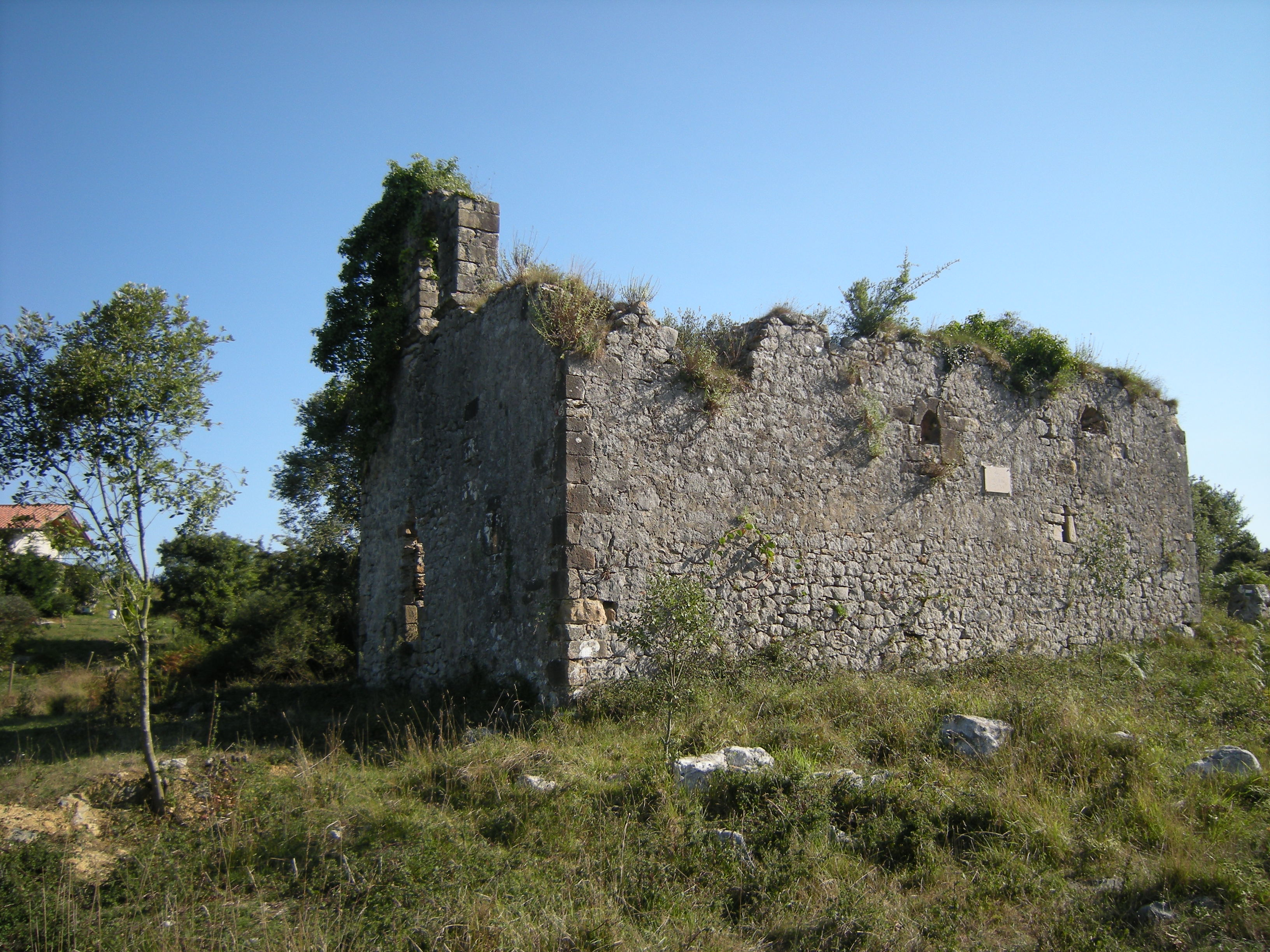
Ruinas de la ermita de San Julián

Los monumentos religiosos más destacados de este municipio son:
- La iglesia parroquial dedicada a Nuestra Señora de la Asunción de Liendo, Bien de Interés Local desde 2002. Monumental iglesia de gran riqueza interior. En su construcción trabajó el cantero Pedro de la Torre Bueras. El templo cuenta con un buen pórtico al sur y puerta de acceso de medio punto entre dobles columnas y hornacina en lo alto. Excelente es también su torre.

- La ermita de San Andrés y puente románico de acceso a la misma, Bien inventariado desde 2002. Se encuentra en el barrio de Villaviad.

- La ermita de San Julián, actualmente en ruinas. Situada en un precioso paraje, cerca de la playa del mismo nombre y con bellas vistas de todo el valle, se trata de la construcción más antigua del municipio, datada por el Dr. Ramón Bohigas Roldán hacia finales del siglo XII o comienzos del siglo XIII.

#### Patrimonio civil
Como edificaciones civiles a destacar están las casas solariegas con fachada de sillería en fincas cerradas. Destacan la casona señorial de Albo, la de Avendaño o la de Hernando, en Iseca Vieja; la finca de las Mora, en Hazas; o la casa del Gobernador, en el Noval.

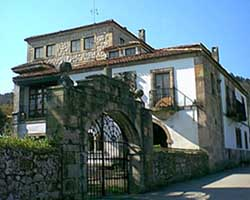
Casona de los Albo

Liendo cuenta con un gran patrimonio espeleológico y arqueológico. La cueva del Covacho, en Iseca Nueva, tiene una extensión de más de 3 km. Destacan, además, por sus yacimientos, la cueva de los Tornillos, en Villaviad; Las Lapas, en el Monte Candina o Cueva Serán en el Alto de Arza. En total, cuenta con más de 20 cavidades catalogadas, fundamentalmente por el Grupo Espeleológico La Lastrilla (G.E.L.L.) de Castro Urdiales.
- Raquel Valdeliendo:

Reputada criadora de cocker americano.

### Equipamiento cultural
En el edificio de las antiguas escuelas, en barrio de Hazas, se ubica la biblioteca municipal "Casimiro Collado" que dispone de servicio de consulta, préstamo y sección infantil.
Detrás de la iglesia de Nuestra Señora de la Asunción, Hazas, se sitúa el albergue para peregrinos Saturnino Candina, próximo al trazado oficial del Camino de Santiago de la Costa.

### Festividades y eventos
- 1 de mayo: homenaje a don Luis María de Avendaño y López, benefactor del Valle.
- 15 de mayo: fiestas de San Isidro en Hazas.
- 5 de agosto: los barrios de La Portilla y Villaviad celebran las fiestas en honor a su patrona la Virgen de las Nieves.
- 14 de agosto: fiestas de D. Saturnino Candina en el barrio de Hazas.
- 15 de agosto: festividad de Nuestra Señora en el mismo núcleo que las anteriores.
- 16 de agosto: se celebra la festividad de San Roque en los barrios de Mollaneda y Llatazos.
- 30 de agosto: en Sopeña se celebran mártires San Emeterio y San Celedonio.
- 8 de septiembre: fiesta de la Virgen de Gracia en Iseca Vieja.

### Deporte

#### Instalaciones deportivas
El municipio cuenta con un campo de fútbol situado en el paraje conocido como La Viesca y en el que compite el equipo de fútbol Club Deportivo Liendo. Junto al campo de fútbol se ubica una pista deportiva descubierta con un frontón.
También, en el barrio de Hazas, se localiza el pabellón polideportivo municipal Juan María Arrate González, inaugurado el 30 de abril de 2004.
En el valle de Manás, se localiza el centro de cría de caballos árabes Manás de la Hoz.

#### Entidades y clubes deportivos
- Club Deportivo Liendo: equipo de fútbol.
- Power Rangers Cantabria Club Deportivo: histórico equipo de fútbol cántabro que militó en la liga veraniega 'Amigos del Valle de Liendo' en las temporadas 2005-2006, 2006-2007 y 2007-2008. Jugó sus encuentros como local en el polideportivo municipal Miguel Ángel Revilla situado en la plaza de Navedo con capacidad para 500 personas sentadas o 750 de pie. Su mejor resultado vino en la temporada 2006-2007 con un discreto tercer puesto en liga de entre 3 equipos participantes. Desapareció en 2009 por problemas internos entre la directiva y la plantilla.
- Kosper Club Deportivo: equipo de fútbol desaparecido que militó en la Segunda Regional de Cantabria en la temporada 2009-2010 y que jugó sus partidos como local en el campo de La Viesca aunque su sede estuvo en Laredo.[18]

### Senderos de montaña
En el término municipal de Liendo se pueden recorrer el siguiente sendero homologado por la Federación Cántabra de Deportes de Montaña y Escalada:
- PR-S 134: Sendero del Valle de Manás[19] cuyo inicio se sitúa en el barrio de Iseca Nueva y el final en el municipio de Guriezo.

## Personas destacadas
- Santiago de Laysequilla y Palacio
- Miguel Antonio de la Gándara (1719-1783): Fue un abate, ensayista y economista español. Conocido por «Apuntes sobre el bien y el mal en España», escritos en 1762 por encargo de Carlos III.
- Juan López Campillo: guerrillero durante la guerra de la Independencia española.
- Ramiro Carasa Pérez
- Casimiro Del Collado y Albo[20]